# Carnières
Carnières é uma comuna francesa na região administrativa de Altos da França, no departamento do Norte. Estende-se por uma área de 8.13 km². Em 2010 a comuna tinha 1 060 habitantes (densidade: 130,4 hab./km²).